# 昆仑方枝柏
昆仑方枝柏（学名：Sabina centrasiatica）为柏科圆柏属下的一个种。

## 扩展阅读
- 維基物種上的相關：昆仑方枝柏